# Pönniösaari
Pönniösaari är en ö i Finland. Den ligger i sjön Saimen och i kommunen Ruokolax i den ekonomiska regionen  Imatra ekonomiska region  och landskapet Södra Karelen, i den södra delen av landet, 230 km nordost om huvudstaden Helsingfors. Öns area är 1,3 hektar och dess största längd är 220 meter i sydväst-nordöstlig riktning.